# Łowca jeleni
Łowca jeleni (ang. The Deer Hunter) – amerykański dramat wojenny z 1978 roku w reżyserii Michaela Cimino.

## Fabuła
Mike, Nick i Steven to należący do prawosławnej i zarazem rusińskiej mniejszości młodzi robotnicy mieszkający w miasteczku Clairton w zachodniej Pensylwanii i pracujący w tamtejszej hucie, którzy dostają powołanie do wojska, na wojnę w Wietnamie. Jeszcze przed wyjazdem Steven poślubia Angelę, będącą w ciąży z innym mężczyzną. Ich przyjęcie weselne, w którym bierze udział całe miasteczko, jest zarazem przyjęciem pożegnalnym. Podczas wesela Nick oświadcza się swojej dziewczynie, Lindzie, i oświadczyny zostają przyjęte, planują też od razu ślub po powrocie Nicka z Wietnamu. Po zabawie na przyjęciu grupa przyjaciół, wśród których są też Stan, John i Axel, wybiera się na polowanie w pobliskie góry. Michael jest zapalonym myśliwym i przed wyjazdem do Wietnamu pragnie, jak co roku w sezonie myśliwskim, ustrzelić pierwszym strzałem dorodnego jelenia.
Przyjaciele trafiają w końcu do Wietnamu, gdzie prowadzą działania przeciwko oddziałom Vietcongu w dżungli. Wskutek niespodziewanego kontrataku nieprzyjaciela pewnego dnia wszyscy trzej dostają się do niewoli i trafiają do prowizorycznego więzienia nad brzegiem rzeki, w którym strażnicy znęcają się nad jeńcami, m.in. zmuszają ich do gry w rosyjską ruletkę.
Dzięki podstępowi Mike, Nick i Steven uciekają. Amerykański śmigłowiec patrolujący teren odnajduje niebawem uciekinierów. Tylko Nick dostaje się na pokład unoszącej się stale nad wodą maszyny, Mike i Steven wpadają z powrotem do rzeki. W wyniku uderzenia o podwodne skały Steven ma połamane obie nogi. Dwójka przyjaciół pozostaje zdana sama na siebie. Mike bierze rannego Stevena na plecy i niesie go kilka kilometrów, gdzie natyka się na kolumnę wojsk południowowietnamskich, eskortującą cywilnych uciekinierów. Dla Mike’a nie ma miejsca w samochodzie, więc jest on zmuszony pozostawić Stevena w rękach Wietnamczyków, którzy na masce jeepa zabierają go do szpitala polowego.
Tymczasem Nick trafia do szpitala w Sajgonie. Przeżyty szok spowodował u niego częściową utratę pamięci. Po wyjściu ze szpitala trafia przez przypadek do lokalu, gdzie gra się w rosyjską ruletkę i bierze udział w grze.
Mike wraca do domu. Wcześniej z Wietnamu wrócił też Steven, któremu amputowano obie nogi. Obaj nie mogą przystosować się do normalnego życia, choć każdy z nich z innego powodu. Mike wiąże się z Lindą, którą od dawna potajemnie kocha. Ta do jego powrotu czekała na Nicka, którego kocha, ale już od jakiegoś czasu wie, że według armii Nick samowolnie opuścił jednostkę. I kiedy wraca Mike, sam, Linda traci resztki nadziei na powrót ukochanego. Mike okazuje jej i współczucie i względy, i Linda, bojąc się samotności, chętnie przystaje na związek ze starym przyjacielem. Żadnych wieści o Nicku nie mają też pozostali przyjaciele. Mike przypadkowo trafia na ślad Nicka – kiedy odwiedza w szpitalu dla weteranów Stevena, który przebywa tam od dłuższego czasu, Steven pokazuje mu sporą kwotę pieniędzy, które przychodzą do niego regularnie od dawna, z niewiadomego mu źródła w Sajgonie. Mike domyśla się od kogo pochodzą pieniądze i postanawia wrócić do Wietnamu, aby odnaleźć Nicka i przywieźć go do domu.
W Sajgonie, w którym trwa chaos z powodu dobiegającej końca ewakuacji wojsk amerykańskich, z którymi próbują się zabrać tysiące wietnamskich uciekinierów, Mike wyrusza do lokalu, w którym kiedyś natknął się na Nicka. Mike odnajduje Nicka w innym lokalu, gdzie Nick jest już uznanym graczem. Niestety, Nick zdaje się nie pamiętać Mike’a. Mike postanawia sam stanąć do gry przeciwko Nickowi. Mike i Nick strzelają każdy do siebie po razie, bez śmiertelnego strzału, po czym Mike jeszcze raz próbuje przekonać przyjaciela do powrotu, ale bezskutecznie. Kolejny strzał Nicka był nieszczęśliwy, raniony umiera na rękach Mike’a.
Film kończy się sceną pogrzebu Nicka w rodzinnym Clairton i stypą z udziałem grupki jego starych przyjaciół.

## Obsada
- Robert De Niro – sierż. szt. Michael „Mike” Vronsky
- John Cazale – Stan
- John Savage – kpr. Steven Pushkov
- Christopher Walken – kpr. Nikanor „Nick” Chevotarevich
- Meryl Streep – Linda
- George Dzundza – John Welsh
- Chuck Aspegren – Peter „Axel” Axelrod
- Rutanya Alda – Angela Ludhjduravic-Pushkov
- Pierre Segui – Julien Grinda
- Shirley Stoler – matka Stevena

## Nagrody (1979)
- 51. ceremonia wręczenia Oscarów:

1. Michael Cimino – Oscar najlepszy film
2. Michael Cimino  – Oscar najlepszy reżyser
3. Christopher Walken  –  Oscar najlepszy aktor drugoplanowy
4. Peter Zinner, Oscar za montaż
5. Richard Portman  –  William McCaughey, Aaron Rochin i Darin Knight, Oscar najlepszy dźwięk

- 36. ceremonia wręczenia Złotych Globów:

1. Michael Cimino, Złoty Glob reżyser

- 33. ceremonia wręczenia nagród BATFA:

1. Vilmos Zsigmond – BAFTA najlepsze zdjęcia
2. Peter Zinner BAFTA  najlepszy montaż

Wiele innych nagród i wyróżnień.

## Nominacje (1979)
- 51. ceremonia wręczenia Oscarów:
  - Robert De Niro –  najlepszy aktor
  - Meryl Streep – najlepsza aktorka drugoplanowa
  - Michael Cimino –  najlepszy scenariusz oryginalny
  - Vilmos Zsigmond –  najlepsze zdjęcia
- 36. ceremonia wręczenia Złotych Globów:
  - Robert De Niro – najlepszy aktor w dramacie
  - Meryl Streep – najlepsza aktorka drugoplanowa
  - Christopher Walken – najlepszy aktor drugoplanowy
- 33. ceremonia wręczenia nagród BATFA:
  - Michael Cimino – najlepszy reżyser
  - Robert De Niro – najlepszy aktor
  - Meryl Streep – najlepsza aktorka
  - Christopher Walken – najlepszy aktor drugoplanowy

## Reakcja krajów komunistycznych
Film pokazano poza konkursem na 29. MFF w Berlinie w 1979 (do zjednoczenia Niemiec odbywał się on w Berlinie Zachodnim). Podczas festiwalu delegacja ZSRR zażądała wycofania filmu jako „obrażającego Wietnam” (poza negatywnym ukazaniem północnowietnamskich wojsk, chodziło także o fakt, że głównymi bohaterami byli amerykańscy Rusini, a film ukazywał m.in. scenę prawosławnego ślubu). W związku z odmowną decyzją organizatorów, delegacja sowiecka opuściła salę w trakcie prezentacji i wycofała się z festiwalu, a w ślad za nią wycofały się – wraz z filmami – wszystkie kraje komunistyczne, w tym m.in. Węgry, które prezentowały tam w konkursie głównym film Gospodarz stadniny Andrása Kovácsa, oceniany jako jeden z najpoważniejszych pretendentów do nagród. W Polsce, film był objęty cenzurą, aż do upadku komunizmu. Oficjalnie film wydało przedsiębiorstwo NVC w 1992 roku na kasetach VHS.

## Casting
Meryl Streep, która była mało znaną aktorką, zagrała w Łowcy jeleni dzięki swojemu ówczesnemu partnerowi życiowemu, którym był John Cazale. Był on już wtedy ciężko chory na nowotwór płuc, więc producenci obsadzili Streep w filmie, aby mogła towarzyszyć partnerowi w ostatnich chwilach życia. Cazale zmarł podczas kręcenia filmu.